# العلاقات الكيريباتية الموزمبيقية
العلاقات الكيريباتية الموزمبيقية هي العلاقات الثنائية التي تجمع بين كيريباتي وموزمبيق.

## مقارنة بين البلدين
هذه مقارنة عامة ومرجعية للدولتين:
| وجه المقارنة                                              | كيريباتي                        | موزمبيق          |
| --------------------------------------------------------- | ------------------------------- | ---------------- |
| المساحة (كم2)                                             | 811                             | 801.59 ألف       |
| عدد السكان (نسمة)                                         | 116.40 ألف                      | 29.67 مليون      |
| الكثافة السكانية (ن./كم²)                                 | 14.35 ألف                       | 37.01            |
| العاصمة                                                   | جنوب تاراوا                     | مابوتو           |
| اللغة الرسمية                                             | لغة إنجليزية، اللغة الكيريباتية | اللغة البرتغالية |
| العملة                                                    | دولار كريباتي، دولار أسترالي    | متكال موزمبيقي   |
| الناتج المحلي الإجمالي (بليون دولار)                      | 196.15 مليون                    | 12.33 مليار      |
| الناتج المحلي الإجمالي (تعادل القوة الشرائية) بليون دولار | 224.26 مليون                    | 33.35 مليار      |
| الناتج المحلي الإجمالي الاسمي للفرد دولار أمريكي          | 1.42 ألف                        | 529              |
| الناتج المحلي الإجمالي للفرد دولار أمريكي                 | 1.81 ألف                        | 1.13 ألف         |
| مؤشر التنمية البشرية                                      | 0.590                           | 0.416            |
| رمز المكالمات الدولي                                      | +686                            | +258             |
| رمز الإنترنت                                              | .ki                             | .mz              |
| المنطقة الزمنية                                           |                                 | ت ع م+02:00      |

## منظمات دولية مشتركة
يشترك البلدان في عضوية مجموعة من المنظمات الدولية، منها:
| علم المنظمة | اسم المنظمة                                 | تاريخ انضمام كيريباتي | تاريخ انضمام موزمبيق |
| ----------- | ------------------------------------------- | --------------------- | -------------------- |
|             | الاتحاد البريدي العالمي                     | ?                     | ?                    |
|             | مؤسسة التنمية الدولية                       | 2 أكتوبر 1986         | 24 سبتمبر 1984       |
|             | منظمة حظر الأسلحة الكيميائية                | ?                     | ?                    |
|             | دول الكومنولث                               | ?                     | 1995                 |
|             | الأمم المتحدة                               | 14 سبتمبر 1999        | 16 سبتمبر 1975       |
|             | مؤسسة التمويل الدولية                       | 2 أكتوبر 1986         | 24 سبتمبر 1984       |
|             | مجموعة دول أفريقيا والكاريبي والمحيط الهادئ | ?                     | ?                    |
|             | البنك الدولي للإنشاء والتعمير               | 29 سبتمبر 1986        | 24 سبتمبر 1984       |
|             | الاتحاد الدولي للاتصالات                    | 3 نوفمبر 1986         | 4 نوفمبر 1975        |
|             | يونسكو                                      | 24 أكتوبر 1989        | 11 أكتوبر 1976       |

## وصلات خارجية
- موقع وزارة الخارجية الموزمبيقية